# Oluyemi Kayode
Oluyemi Kayode, född den 7 juli 1968, död 1 oktober 1994 i Arizona, USA, var en nigeriansk friidrottare inom kortdistanslöpning.
Han tog OS-silver på 4 x 100 meter stafett vid friidrottstävlingarna 1992 i Barcelona. 